# 67 Asia
A 67 Asia a Naprendszer kisbolygóövében található aszteroida. Norman Robert Pogson fedezte fel 1861. április 17-én.